# Nagpur (distrikt)

Distriktets läge i Maharashtra.

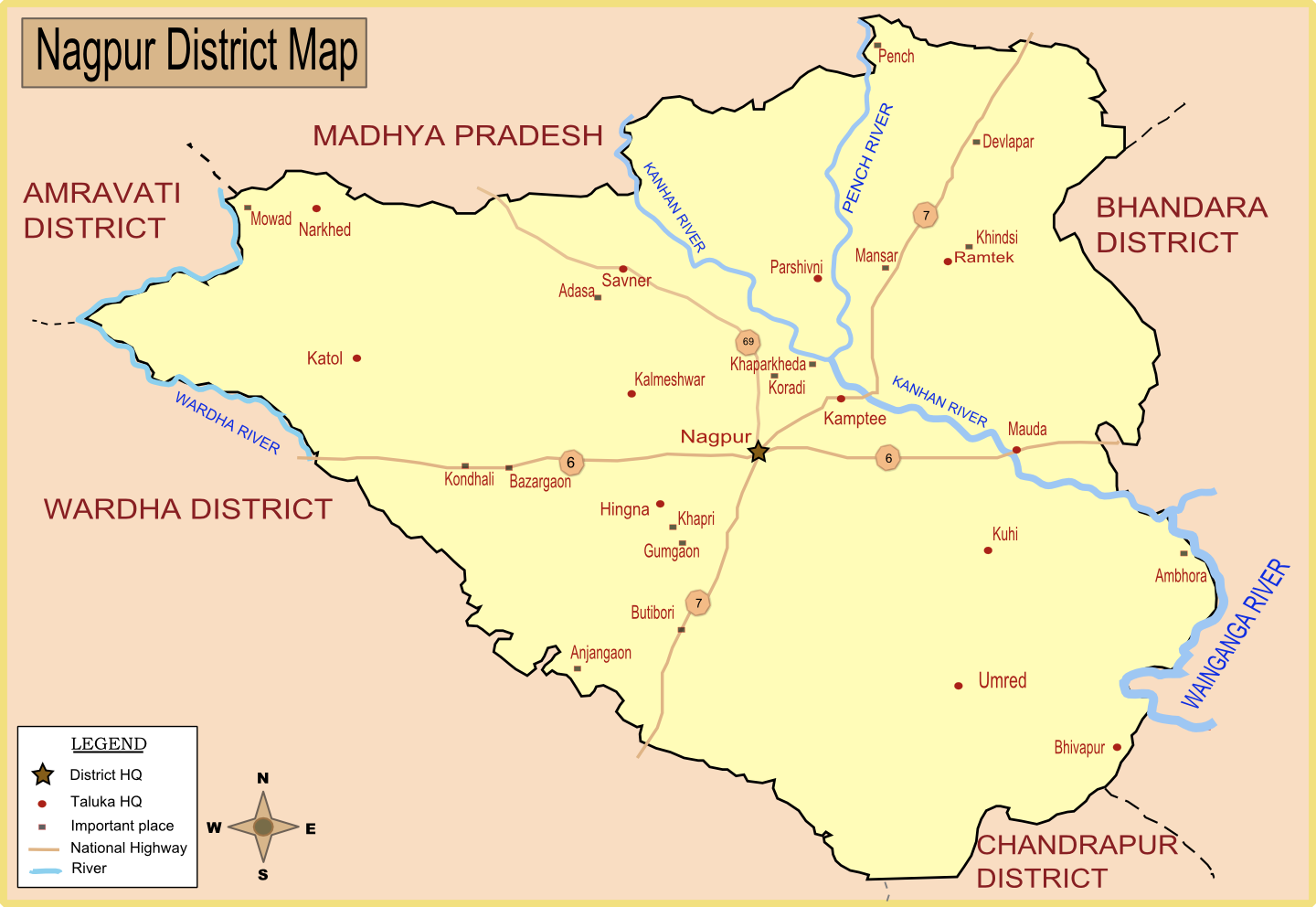
Karta över distriktet.

Nagpur är ett distrikt i delstaten Maharashtra, och är beläget i den centrala delen av Indien. Befolkningen uppgick till 4 067 637 invånare vid folkräkningen 2001, på en yta av 9 802 kvadratkilometer. Ungefär hälften av distriktets befolkning bor i staden Nagpur, som är den administrativa huvudorten och en av delstatens största städer.

## Administrativ indelning
Distriktet är indelat i fjorton tehsil (en kommunliknande enhet):
- Bhiwapur
- Hingna
- Kalameshwar
- Kamptee
- Katol
- Kuhi
- Mauda
- Nagpur (Rural)
- Nagpur (Urban)
- Narkhed
- Parseoni
- Ramtek
- Savner
- Umred

## Städer
Distriktets städer är Nagpur, den administrativa huvudorten, samt:
- Chicholi, Davlameti, Digdoh, Kalameshwar, Kamptee, Kamptee (Cantonment), Kandri (i Parseoni), Kandri (i Ramtek), Kanhan (Pipri), Katol, Khapa, Mahadula, Mansar, Mohpa, Mowad, Narkhed, Nildoh, Ramtek, Savner, Sillewada, Sonegaon (Nipani), Tekadi, Totaladoh, Umred, Wadi, Walani, Wanadongri och Yerkheda